# Cones
Cones är en kulle i Antarktis. Den ligger i Östantarktis. Australien gör anspråk på området. Toppen på Cones är 84 meter över havet. Cones ligger vid sjön Crooked Lake.
Terrängen runt Cones är huvudsakligen platt, men österut är den kuperad. Trakten är glest befolkad. Närmaste befolkade plats är Davis Station, 16,6 kilometer väster om Cones. 